# До (нота)
Вижте пояснителната страница за други значения на до.
До (на латински: do) в солфежа е мнемоническо обозначение на първата степен на естествения звукоред на диатоничната мажорна тоналност и трета в естествения звукоред изобщо. Обозначава се и с латинската буква C. В началото (X – XI век) нотата до е наречена ут (Ut), новото си име получава през XVI век.
Всяка октава съдържа 8 тона и включва долно до и горно до.
Долно до на първата октава (при равномерно темпериран строй) е с честота на звука 261,6 херца.
Разположение на долно до от първа октава при 88-клавишна клавиатура

## Графично представяне
| Октава             | Нотен запис |
| до на втора октава |             |
| до на първа октава |             |
| до на малка октава |             |
| до на първа октава |             |
| до на първа октава |             |
| до на първа октава |             |